# Parastasia gestroi
Parastasia gestroi är en skalbaggsart som beskrevs av Friedrich Ohaus 1900. 
Parastasia gestroi ingår i släktet Parastasia och familjen Rutelidae. Inga underarter finns listade i Catalogue of Life.